# Джульджиниф
Джульджиниф (Джульджниф) (таб. Жулжуниф) — село в Табасаранском районе Дагестана (Россия). Входит в состав сельского поселения «Сельсовет Джульджагский».

## География
Расположено в 2 км к западу от районного центра — села Хучни.
Ближайшие сёла: на юге — Ляхе, на севере — Гурик, на западе — Джульджаг, на востоке — Хучни.

## Население
| 1895 | 1926 | 1939 | 1970 | 1989 | 2002 | 2010 |
| ---- | ---- | ---- | ---- | ---- | ---- | ---- |
| 62   | ↗68  | ↗83  | ↗95  | ↗128 | ↗169 | ↗194 |
| 2021 |      |      |      |      |      |      |
| ↗277 |      |      |      |      |      |      |